# Ломов Григорій Іванович
Григорій Іванович Ломов (3 лютого 1911, місто Полтава — 1984, місто Харків) — український радянський діяч, секретар Львівського обласного комітету КП(б)У з пропаганди, ректор Харківського державного педагогічного інституту імені Сковороди. Кандидат історичних наук (1954), доцент.

## Біографія
Народився в родині робітника. Закінчив середню школу.
У 1929—1930 роках — слюсар «Укрмашбуду» в місті Харкові.
З 1930 року працював викладачем школи фабрично-заводського учнівства, завідувачем навчальної частини, директором школи і одночасно навчався в Харківському державному університеті.
Член ВКП(б).
У 1938 році закінчив вечірнє відділення історичного факультету Харківського державного університету за спеціальністю «історія».
У грудні 1940 року закінчив курси викладачів марксизму-ленінізму при ЦК КП(б)У.
З грудня 1940 по червень 1941 року — лектор Харківського обласного комітету КП(б)У та викладач авіаційного інституту.
У червні 1941 — травні 1942 року — на політичній роботі в Червоній армії, учасник німецько-радянської війни.
У квітні 1942 — 1943 року — завідувач сектора пропаганди Алтайського крайового комітету ВКП(б).
У 1943—1944 роках — секретар Ізюмського районного комітету КП(б)У Харківської області.
У 1944—1945 роках — секретар Львівського міського комітету КП(б)У з пропаганди.
У (затв. у вересні) 1946 — листопаді 1947 року — заступник завідувача відділу пропаганди та агітації Львівського обласного комітету КП(б)У.
У листопаді (затв. у грудні) 1947 — (офіційно) 28 квітня 1950 року — секретар Львівського обласного комітету КП(б)У з пропаганди та агітації.
16 грудня 1949 року рішенням Політбюро ЦК КП(б)У був знятий з посади секретаря Львівського обласного комітету КП(б)У «як такий, що не справився з роботою».
У квітні 1950 — серпні 1960 року — директор Львівського державного педагогічного інституту.
У 1954 році захистив кандидатську дисертацію в Інституті історії Академії наук УРСР на тему «Установлення і укріплення радянської влади в Західній Україні (1939—1941)».
У серпні 1960 — грудні 1962 року — завідувач кафедри історії КПРС Львівського політехнічного інституту.
У грудні 1962 — 1966 року — директор Харківського державного педагогічного інституту імені Григорія Сковороди.
У 1966—1984 роках — доцент, декан історичного факультету Харківського автодорожнього інституту.

## Звання
- капітан

## Нагороди
- орден «Знак Пошани» (23.01.1948)
- медалі